# (6499) Michiko
(6499) Michiko  es un asteroide perteneciente al cinturón de asteroides, descubierto el 27 de octubre de 1992 por Masanori Hirasawa y Shōhei Suzuki desde la Estación del monte Nyukasa, en Japón.

## Designación y nombre
Michiko se designó inicialmente como 1992 UV6.
Más adelante, en 1998 fue nombrado en honor a Michiko Hirasawa (n. 1955), esposa del primer descubridor. Ella es la administradora de la estación Mt. Nyukasa, donde se descubrió este planeta menor.

## Características orbitales
Michiko orbita a una distancia media del Sol de 2,763 ua, pudiendo acercarse hasta 2,375 ua y alejarse hasta 3,152 ua. Tiene una excentricidad de 0,141 y una inclinación orbital de 10,061° grados. Emplea en completar una órbita alrededor del Sol 1677,89 días.
El último acercamiento a la órbita de Júpiter ocurrió el 16 de septiembre de 1965.
Pertenece a la familia de asteroides de (93) Minerva.

## Características físicas
Su magnitud absoluta es 12,62. Tiene 8,922 km de diámetro. Su albedo se estima en 0,293.